# Каменський кратер
48°21′ пн. ш. 40°30′ сх. д. / 48.35° пн. ш. 40.5° сх. д.
Каменський кратер — астроблема, розташована на Донецькому кряжі в басейні річки Сіверський Донець, за 10 — 15 км на схід від міста Каменськ-Шахтинський Ростовської області, Росія. Діаметр кратера становить 25 кілометрів, глибина 750 метрів. У рельєфі не проявляється. Поруч розташовано сателітний Гусевський кратер діаметром 3 кілометри. Кратери виникли одночасно, внаслідок падіння головного астероїда та його меншого супутника. Вік кратерів, виходячи з датування імпактного скла, становить 49 мільйонів років (еоцен). Вважається, що Кам'янська подія відбулася у мілководному морському басейні.